# Wenyingia sichuanensis
Wenyingia sichuanensis är en svampart som beskrevs av Zheng Wang & Pfister 2001. Wenyingia sichuanensis ingår i släktet Wenyingia och familjen Pyronemataceae.   Inga underarter finns listade i Catalogue of Life.